# La Face nord de l'Eiger
Cet article concerne le livre. Pour le film, voir Duel au sommet. Pour la grande paroi, voir Face nord de l'Eiger.
La Face nord de l'Eiger (titre original : Die weisse Spinne : Die Geschichte der Eiger-Nordwand : L'araignée blanche : l'histoire de la face nord de l'Eiger) est un livre de Heinrich Harrer publié en 1958, qui relate la première ascension en 1938 de la face nord de l'Eiger, une des trois grandes faces nord des Alpes, située dans l'Oberland bernois dans les Alpes suisses. 
Le titre original du livre est tiré du surnom donné à un névé du haut de la face : l'« araignée blanche », ou simplement l'« araignée », qui est un des passages-clés de l'ascension.
Outre le récit de la première du 21 juillet 1938 au 24 juillet 1938 par Anderl Heckmair, Ludwig Vörg, Heinrich Harrer et Fritz Kasparek, le livre retrace l'histoire des premières tentatives pour gravir la face (aussi surnommée le « mur de la mort »), en commençant par celle désastreuse de 1935 par Max Sedlmayer et Karl Mehringer, et poursuit jusqu'à la 13e ascension, celle de Kurt Diemberger et Wolfgang Stefan en 1958. Heinrich Harrer décrit notamment la frénésie médiatique qui suivit toutes les tentatives et tragédies du fait que l'ensemble de la face peut être directement observé au télescope depuis la Kleine Scheidegg.
Le récit à charge de Harrer du drame de 1957 a joué un rôle déterminant dans le discrédit jeté sur l'alpiniste italien Claudio Corti. Deux Italiens, Stefano Longhi et Claudio Corti, et deux Allemands, Günther Nothdurft et Franz Mayer, furent coincés dans la paroi pendant plusieurs jours, Corti étant finalement le seul sauvé après neuf jours dans la paroi, treuillé depuis le sommet, mais Longhi, blessé, étant mort d'épuisement et de froid, et les deux Allemands ayant disparu. Corti fut accusé d'avoir abandonné un compagnon inexpérimenté et d'avoir assassiné les Allemands pour récupérer leur matériel. Claudio Corti a été réhabilité par la suite, après la découverte des corps des Allemands. 
Pour Yves Ballu, le livre fait partie des 45 plus importants livres de montagne. W.R. Neate le place dans les cinquante plus importants.